# حیات وحش بوتسوانا
حیات وحش بوتسوانا به گیاگان و زیاگان این کشور اشاره دارد. بوتسوانا نود درصد پوشیده از گرم‌دشت می‌باشد که از گرم‌دشت بوته‌ای در جنوب غربی در مناطق خشک تا گرم‌دشت درختی متشکل از درختان و علف در مناطق مرطوب‌تر متفاوت است. حتی تحت شرایط گرم بیابان کالاهاری بسیاری گونه‌ها زندگی می‌کنند. در حقیقت، این کشور بیش از ۲۵۰۰ گونه گیاه و ۶۵۰ گونه درخت دارد. پوشش گیاهی و میوه‌های وحشی نیز بسیار برای جمعیت‌های روستایی که در بیابان زندگی می‌کنند، مهم و منبع اصلی غذا، سوخت و دارو برای بسیاری از ساکنان آنجا هستند.